# Mandingo (film)
Mandingo is een Amerikaanse film van Richard Fleischer die werd uitgebracht in 1975. 
Het scenario is gebaseerd op de gelijknamige roman (1957) van Kyle Onstott en op het gelijknamige toneelstuk (1961) van Jack Kirkland dat geïnspireerd was op de roman. 

## Verhaal
Louisiana, 1840. De weduwnaar Warren Maxwell is de eigenaar van een grote plantage. De winsten vloeien echter niet zozeer voort uit het katoen maar vooral uit het verhandelen van slaven. Om zijn geslacht en zijn wat tanende handel in stand te houden zoekt Maxwell een erfgenaam. Hij kent echter de voorkeur voor zwarte slavinnen van zijn manke zoon Hammond. Daarom verplicht hij Hammond te trouwen met Blanche, Hammonds neurotische nicht én de dochter van de buurman, een plantage-eigenaar. Blanche is maar al te blij het ouderlijk huis te verlaten want zo wordt ze niet meer lastiggevallen door haar broer Charles, een seksueel geobsedeerde die haar op haar dertien verkrachtte.
Wanneer Hammond tijdens de huwelijksnacht vaststelt dat Blanche geen maagd meer is, is hij geraakt in zijn eer en zijn bezit. Woedend keert hij zich af van Blanche en slaapt voortaan apart. Dit is echter slechts een voorwendsel om te vervallen in zijn oude gewoonte met jonge zwarte vrouwen om te gaan. Hij maakt de mooie slavin Ellen zwanger en schakelt over op Dite tijdens Ellens zwangerschap.
Tegelijkertijd kan hij zich volop bezighouden met Mede, een reusachtige Mandinka die hij heeft gekocht op de slavenmarkt. Hij leidt zijn 'zwarte hengst' op tot een vechtmachine die met de blote vuist vecht tegen andere slaven. Op deze gevechten wordt veel geld ingezet. 
Blanche zint op wraak en verplicht Mede haar seksueel te bevredigen. Negen maanden later bevalt ze van een zwarte baby.

## Rolverdeling
| Acteur       | Personage                                                            |
| ------------ | -------------------------------------------------------------------- |
| James Mason  | Warren Maxwell                                                       |
| Susan George | Blanche Maxwell (geboren Woodford), de nicht en de vrouw van Hammond |
| Perry King   | Hammond Maxwell, de zoon van Warren                                  |
| Ken Norton   | Ganymede/Mede, een slaaf                                             |
| Richard Ward | Agamemnon, een slaaf                                                 |
| Brenda Sykes | Ellen, een slavin                                                    |
| Debbi Morgan | Aphrodite/Dite, een slavin                                           |